# 公務人員特種考試警察人員考試

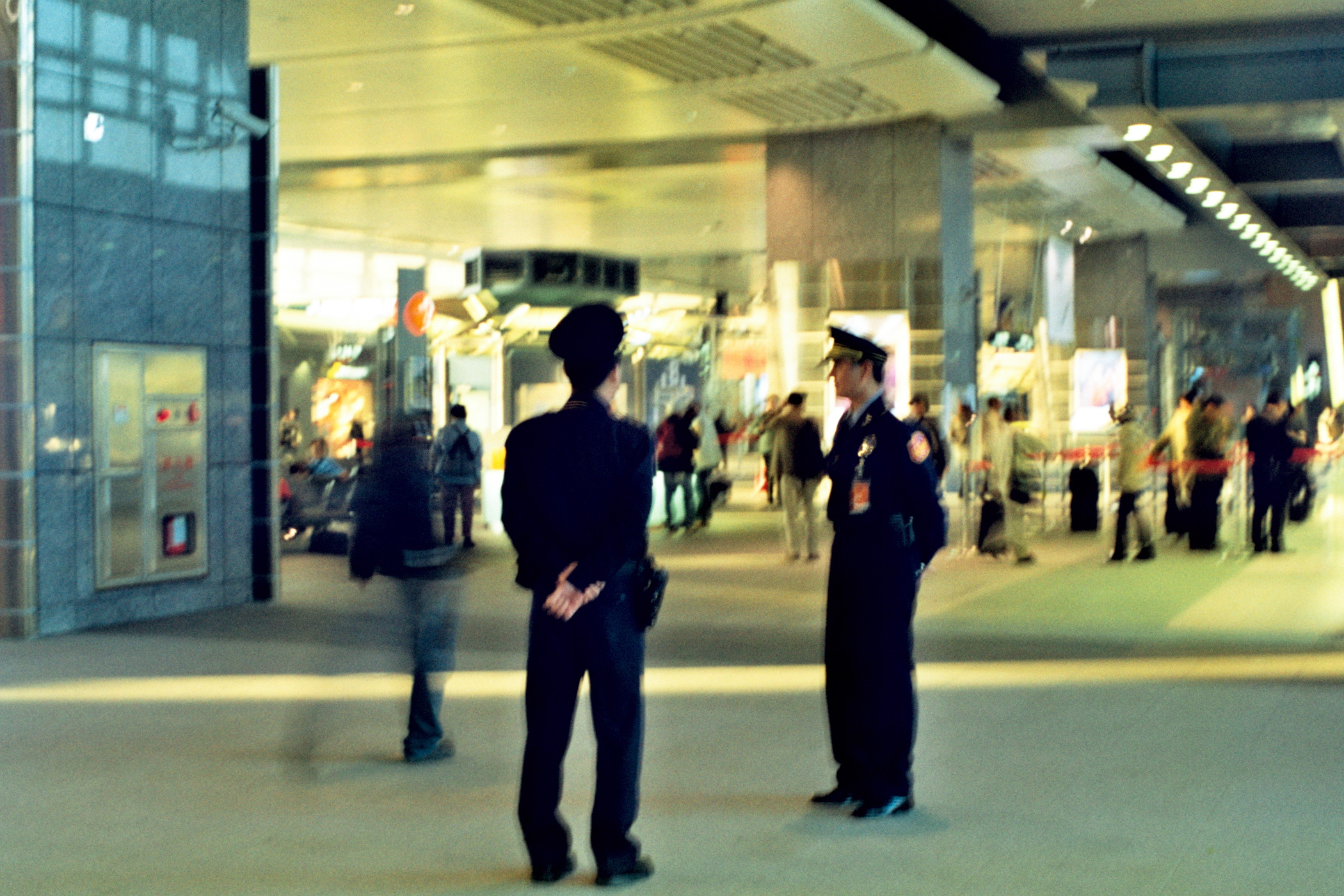
警察人員特考為臺灣任用基層警察的重要管道之一；圖為正在執勤的台灣警察。

公務人員特種考試警察人員考試為中華民國政府每年六月舉行的重要國家考試之一，簡稱警察特考、警特，依據法規為《公務人員考試法》、《公務人員特種考試警察人員考試規則》等。
自2011年起新制度變更至今，並區分警校生限報考「公務人員特種考試警察人員考試」，及非警校生限報考「公務人員特種考試一般警察人員考試」。

## 沿革
1945年，臺灣日治時期結束後，大量日本警察返日本。除了原有不多的台灣本地人警察外，接掌臺灣政權的中華民國政府以臺灣省警察訓練所訓練警察並於畢業後直接任用。
1950年代，因為國共內戰從中國大陸轉撤至臺灣的中華民國政府，為了健全臺灣的警察體系，將臺灣省警察訓練所升格至學校制度的臺灣省警察學校，並由此學校獲得基層警察員額。幾經轉折後，臺灣省警察學校於1988年升格為臺灣警察專科學校。為提昇警察素質，並同時限定該專科畢業生必須參加該特別考試後方能成為基層警員。惟該階段之警察特考，因為畢業生與警察需求相當，警察特考錄取率高達90%以上。
1950年代，培養警察幹部的最高學府，中央警官學校於臺北市復校，位址為現今臺北市立龍山國民中學，1977年遷校於桃園龜山，1995年升格為中央警察大學。
原公務人員特種考試警察人員考試，限警察教育體系之警專及警大畢業生報考。2004年，中華民國政府因「 警消機關缺額快速補足計畫」，另開辦「公務人員特種考試基層警察人員考試」，以特考方式補足基層警察人員。直到2006年，中華民國政府以公平性為考量，取消警察特考應考人必須為警察教育體系之警專及警大畢業生的限制，及特定警察類科需特定相關大專科系畢業的限制。該資格放寬雖獲得普遍好評，卻使三成以上警專畢業生無法成為警員。而這些無法獲得警員資格的警專畢業生，不但面臨補繳兩年在學學雜費的「罰款」外，且可能長期失業；因此他們不但抗議此行政革新倉促且反覆不定，也勢必讓他們成為無業的「流浪警察」。2011年新制度變更至今，並區分警校生限報考「公務人員特種考試警察人員考試」，俗稱內軌警察考試及非警校生限報考「公務人員特種考試一般警察人員考試」，俗稱外軌警察考試。

## 應考資格
需中央警察大學、臺灣警察專科學校學歷、警察人員考試及格
- 三等考試：年滿18歲以上，37歲以下，需中央警察大學學歷、警察人員考試及格，或四等考試相當類科及格滿三年者。
- 四等考試：年滿18歲以上，37歲以下，需中央警察大學、臺灣警察專科學校學歷畢業或訓練合格者。

## 任官
依據「警察人員人事條例」通過警察人員考試錄取晉用的人員，依法任警察官資格。
- 二等考試及格者，職務序列任二線二星警員任用；官階：警正警察官(警正三階)。
- 三等考試及格者，職務序列任二線一星巡官任用；官階：警正警察官(警正四階)。
- 四等考試及格者，職務序列任一線三星警佐任用；官階：警佐警察官(警佐三階)。

## 工作項目

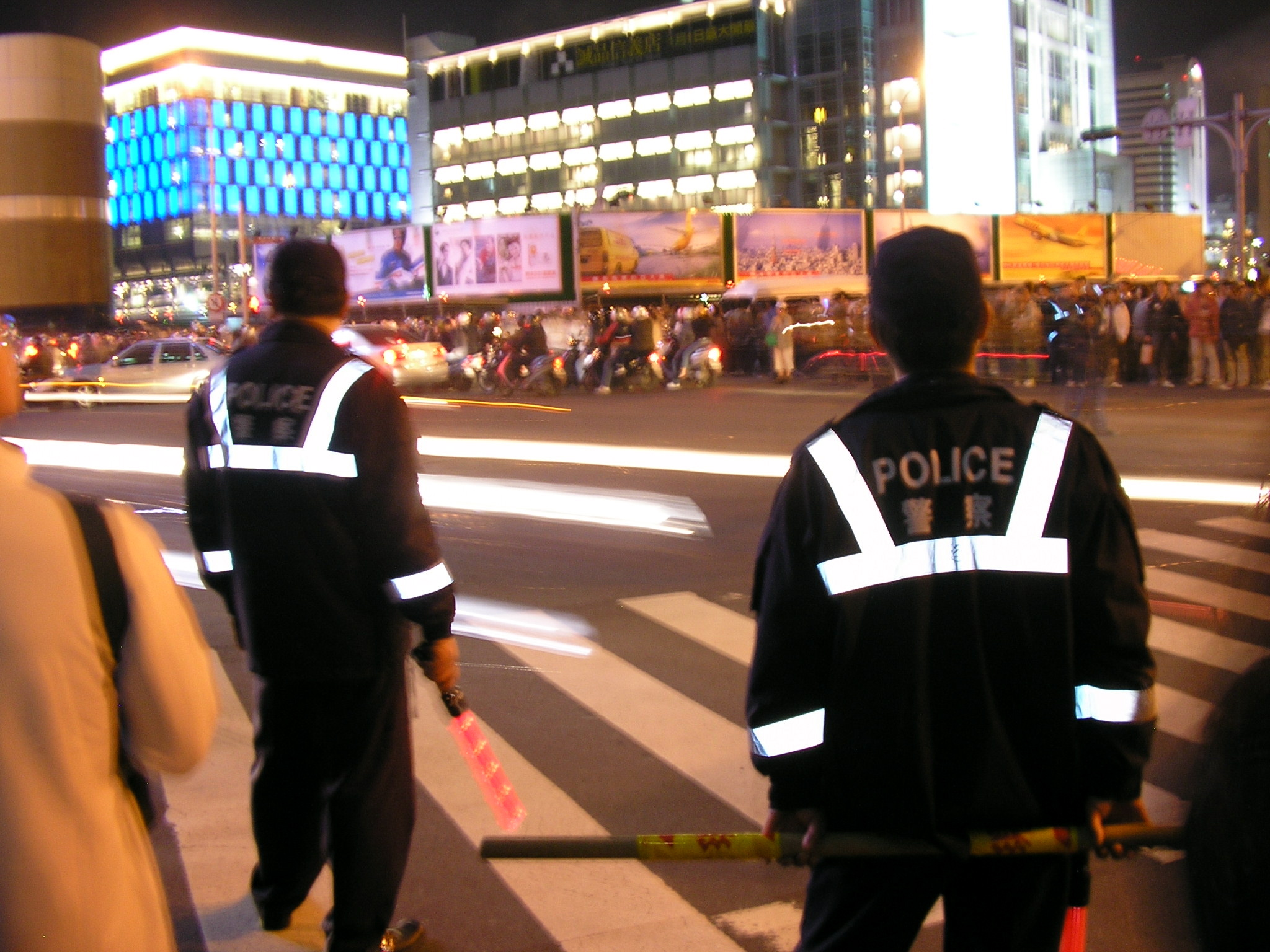
藉由警察特考晉用的是：包含交通警察的基層警員

該考試及格者，即以警察官任用，並依志願員額等因素分發臺灣各地警察機構。該考試分發不分男女性別年齡，均分發至警察單位、警察局、派出所，在該機關擔任交通警察、保安警察及刑事偵防警察、外事警察、鑑識警員等外勤事務性工作。
值得一提的是，在該警察特考的須知中，雖然不限定女性參試，但同時也特地註明女性及格人員於分發任用後，除分娩、育嬰期間得暫時支援內勤工作外，其餘時間均必須與男性相同的從事第一線外勤工作。